# Kwoun Sun-tae
Kwoun Sun-tae (kor. 박정수; * 11. September 1984 in Gangneung) ist ein südkoreanischer Fußballspieler.

## Karriere
Kwoun Sun-tae erlernte das Fußballspielen in der Universitätsmannschaft der Jeonju University. Seinen ersten Profivertrag unterschrieb der Torwart 2006 bei Jeonbuk Hyundai Motors. Der Verein aus Jeonju spielte in der höchsten Liga des Landes, der K League 1. Von 2011 bis 2012 wurde er an den Sangju Sangmu FC nach Sangju ausgeliehen. Sangju Sangmu FC ist eine sportliche Abteilung des südkoreanischen Militärs. Daher besteht der Kader des Franchises aus jungen professionellen Fußballspielern, welche gerade ihren Militärdienst ableisten. Jedes Jahr kommen ca. 15 neue Spieler zum Franchise und bleiben dort zwei Jahre, bevor sie zurück zu ihren früheren Franchises gehen. Aufgrund des militärischen Status des Franchises ist es ihm nicht erlaubt, ausländische Spieler zu verpflichten. In seiner Zeit bei Jeonbuk wurde er dreimal südkoreanischer Meister und gewann zweimal die AFC Champions League. Nach 231 Erstligaspielen wechselte er 2017 nach Japan. Hier unterschrieb er einen Vertrag bei den Kashima Antlers. Der Verein aus Kashima spielte in der ersten Liga, der J1 League. 2018 gewann er mit Kashima die Champions League. Den Japanischen Fußball-Supercup gewann er 2017.

## Erfolge
Jeonbuk Hyundai Motors
- K League 1: 2009, 2014, 2015
- AFC Champions League: 2006, 2016

Kashima Antlers
- Japanischer Supercup: 2017
- AFC Champions League: 2018